# Krzysztof Apt
Krzysztof Rafał Apt (ur. 1949 w Katowicach) – polski matematyk i informatyk. Specjalizuje się w programowaniu logicznym, teorii weryfikacji
programów i teorii gier. CWI fellow w holenderskim Centrum voor Wiskunde en Informatica oraz profesor (od 2014 emerytowany) na Uniwersytecie Amsterdamskim. Współzałożyciel i pierwszy dyrektor administracyjny (1982–1984) „Zeszytów Literackich".

## Życiorys
W rodzinnych Katowicach ukończył VIII Liceum Ogólnokształcące im. Wilhelma Piecka. Matematykę studiował na Uniwersytecie Wrocławskim. Stopień doktorski uzyskał z logiki matematycznej na Uniwersytecie Warszawskim w 1974 na podstawie pracy pt. Niefinitystyczne reguły wnioskowania przygotowanej pod kierunkiem prof. Andrzeja Stanisława Mostowskiego. Po doktoracie wyemigrował na Zachód. W latach 1991–2014 był profesorem Universiteit van Amsterdam. Poza Amsterdamem pracuje także jako profesor wizytujący Instytutu Informatyki Wydziału Matematyki, Informatyki i Mechaniki Uniwersytetu Warszawskiego.
W 2000 roku założył czasopismo „ACM Transactions on Computational Logic”, którego był redaktorem naczelnym w latach 2000–2005. Od 2006 jest członkiem Academia Europea.
Redaktor i autor szeregu książek, rozdziałów w pracach zbiorowych i licznych artykułów. Od 1989 jest redaktorem periodyku „Journal of Logic and Computation”, a od 2001 „Theory and Practice of Logic Programming”. Swoje prace publikował w takich czasopismach jak m.in. „Journal of the ACM”, „The Journal of Logic Programming” „Information Processing Letters”, „International Game Theory Review” oraz „Distributed Computing”.
Jest jednym z inicjatorów Nagrody im. Witolda Lipskiego.